# Julius Baltazar
Pour les articles homonymes, voir Baltazar et Lambion.
Julius Baltazar, nom de plume de Hervé Lambion, est un peintre, graveur et illustrateur français né le 13 juillet 1949 à Paris.
Il vit et travaille à Paris et en Corse.

## Biographie[3]

### Jeunesse
Ses premières années d'école sont plus marquées par ses absences que par un intérêt certain pour les études. Après de longues et peu brillantes études primaires, il obtient son certificat. Il intègre l’École de la chambre syndicale de la bijouterie-joaillerie. 
Dès 1960, il peint ses premières gouaches et rencontre des peintres avec lesquels il visite musées et galeries et y découvre l’art moderne. Il est marqué par Mathieu, Zao Wou-Ki, Tàpies, Benrath…
En 1965, il expose ses gouaches et huiles sur papier à la galerie Transposition, à Paris. S’y rendent : Cardenas, Benrath, Camacho, Giacometti, Peverelli…

### Rencontre avec Dalí
En 1967, il fait la connaissance de Salvador Dalí à l'hôtel Meurice, qui le prend immédiatement sous son aile, le couronnant d’un nom d'artiste (Julius en référence à César et Baltazar pour le roi mage) et l'introduit dans les cercles littéraires et artistiques. Julius Baltazar y fait ainsi la connaissance de Manitas de Plata dont il réalise un portrait gravé sur zinc (11 juin 1967). Dalí le présentera plus tard à Fernando Arrabal pour lequel il réalise sa première gravure sur zinc pour le livre Huevo filosofico comportant deux dessins reproduits au cliché trait, l’un de Salvador Dalí, l’autre de lui-même. C'est d'ailleurs avec le même Arrabal qu'il fonde le mouvement « intra-réaliste » qui naîtra et mourra. Sous cette dénomination, ils monteront une seule exposition de collages et d'objet insolites.
L’année suivante, où Julius Baltazar séjourne à Cadaqués en Espagne, Arrabal filme en « cinépanic huit » la naissance de sept collages intra-réalistes qui seront dévorés lors d’un « banquet panique ».
En 1969, il travaille comme apprenti chez le bijoutier parisien Arthus-Bertrand où il réalise divers joyaux pour têtes couronnées ainsi que quelques épées pour académiciens.

### L'amitié avec Dmitrienko
En 1971, Julius Baltazar se lie d’amitié avec Pierre Dmitrienko. Peu après, il quitte la joaillerie et crée des patchworks. Il est invité à séjourner et à exposer pour la première fois à Toronto. Son ami Dmitrienko le présente à l'éditeur Georges Visat qui lui apprend les techniques de la taille-douce. II y rencontre Alain Piroir qui, par la suite, deviendra son taille-doucier. La même année, il fait la connaissance d’André Biren, galeriste rue Jacob à Paris qui deviendra l’éditeur de nombre de ses livres et exposera à de multiples occasions ses œuvres sur papier. En 1972, Max Ernst devient son premier collectionneur.
Baltazar rencontre Zoé Cristiani en 1974 qu’il épouse trois ans plus tard. De cette union naîtront deux enfants : Ludmilla et Aloÿs. Il rencontre André Marfaing, Jean Cortot, Olivier Debré, Antonio Saura… Son ami Dmitrienko meurt.

### 1975-1980
Julius Baltazar publie son premier ouvrage de bibliophilie, édité par Visat. Il signe son premier contrat avec un marchand suédois ; suivront de nombreux séjours et expositions en Suède. Bertrand Dorny lui fait rencontrer Guy Marester qui le présente au libraire-éditeur niçois Jacques Matarasso. Il s’installe dans un atelier au pied de Montmartre, il rencontre Raoul Ubac et, en 1978, commence à réaliser ses livres peints et manuscrits avec Guy Marester lors de son séjour à Nice. C'est également à cette époque que, par l’intermédiaire de Jacques Matarasso, il fait la connaissance de Michel Butor, avec qui il entame une intense collaboration.
Au début des années 1980, il réalise des séries de grand lavis et acryliques sur papier, dont certains sont manuscrits par Michel Butor. Il travaille sur un projet de décor de théâtre avec Fernando Arrabal pour un spectacle privé.

### 1983-1990
Julius Baltazar collabore au spectacle La Pierre de la Folie d’après Arrabal au Théâtre Plaisance. Il détruit une centaine de toiles, de gouaches et de collages des années 1970 à 1980.[réf. nécessaire]
En 1984, c’est son premier séjour à New York. Il commence à écrire À l’infini le sable. L’année suivante, le texte paraît, en hommage à Dmitrienko ; pour l'accompagner, Raoul Ubac réalise deux ardoises aux éditions Maeght. La même année, Bertrand Dorny le présente à Kenneth White. Sa peinture est montrée rue de Seine à Paris chez Olivier Nouvellet et chez Michel Broomhead ; il y retrouve Frédéric Benrath et René Laubiès. Le peintre Patrice Pouperon le présente à Guillevic. La Bibliotheca Wittockiana, à Bruxelles, présente la première rétrospective de ses livres imprimés, peints et manuscrits. Baltazar intègre le comité de la Jeune gravure contemporaine.

### 1990-1995
Hubert Prouté, le marchand parisien d’estampes et de dessins, édite deux gravures pour ses vœux de 1991. Julius réalise pour la première fois des lithographies chez Bramsen, Clot et Georges pour un livre de Luiz Mizon, Amazone. Le travail de Baltazar, d'une très grande densité, l'amène à réaliser notamment un grand triptyque lors de son premier séjour à Montréal. Michel Déon le présente au poète Philippe Delaveau. Il expose à la galerie Simon Blais à Montréal avec Benrath, Cortot, Debré, Dmitrienko, Granet, Laubiès, Manessier, Marfaing, Serpan, Ubac et Zao Wou-Ki.
Il écrit, en 1995, L’imposture des rêves qui est publié par les éditions La Palinte, à Montréal, avec des graphies de Jean Cortot.

### 1996-2005
Une seconde rétrospective des livres imprimés, peints et manuscrits est organisée à la Bibliotheca Wittockiana à Bruxelles. La bibliothèque de l'Arsenal, à Paris, accueille ces mêmes ouvrages sous l’organisation de la Bibliothèque nationale de France. Il réalise des lithographies chez Arte-Maeght.

### 2005-2010
Entre au Comité de Bibliothèque littéraire Jacques-Doucet. Exposition au Centre Joë Bousquet et son Temps, Carcassonne

### 2010-2015
Musée-bibliothèque Pierre-André-Benoit, Alès, L'hom-mage à Baltazar (14 mars - 22 juin 2014). Exposition LivrEsC, Livre espace de création à la Bibliothèque littéraire Jacques-Doucet (12 juin - 19 juillet 2014) de Mallarmé aux artistes contemporains, en compagnie de Julius Baltazar - [présentation en ligne]

### 2016-2017
Création par Julius Baltazar d'un fonds de bibliophilie (261 de ses 731 livres d'artiste) et d'un fonds de l'ensemble de son œuvre gravé à la bibliothèque municipale d'Angers.

## Distinctions
- Chevalier de l'ordre de la Palhinte bleue, Royaume de Hu-Tu-Fu, décerné le 13 juillet 2010
- 2006 : Jean Cortot lui remet les insignes de chevalier de l’ordre des Arts et des Lettres.

## Œuvres

### Publications (sélection)
Dans les catalogues des deux expositions personnelles de Julius Baltazar à la Bibliotheca Wittockiana, à Bruxelles, en 1986 et 1997, Antoine Coron, le premier, puis Annie De Coster ont commencé à dresser une bibliographie exhaustive des livres imprimés et manuscrits que Julius Baltazar a gravés ou peints. En 1986, Antoine Coron comptait 121 manuscrits et 35 imprimés. En 1997, 303 livres (76 imprimés et 227 manuscrits) étaient déjà recensés. L’entreprise n’a été reprise et poursuivie qu'à l'occasion de la donation d'une partie importante de ses livres d'artiste à la bibliothèque municipale d'Angers. Une nouvelle bibliographie complète arrêtée au 1er juin 2019 fait état de 731 livres d'artiste identifiés : 247 imprimés (dont 6 intégrant des parties manuscrites fac-simile ou autographes) et 484 manuscrits ont été peints ou gravés par Julius Baltazar.
- 1975 : Les Mots volatils, texte de Jean-Louis Leconte, cinq gravures de J. Baltazar, Georges Visat, Paris
- 1979 : Anges et Taupes, texte de Fernando Arrabal, gravures de J. Baltazar, éditions André Biren, Paris
- 1985-1990 : À l’infini le sable, en hommage à Dmitrienko, illustration de deux ardoises par Ubac, éditeur Adrien Maeght, Paris
- 1991 : Le Capitaine Nemo, texte de Guy Marester, six gravures originales de Baltazar, éditions André Biren, Paris
- 1996 : Ciels du quotidien, poème d’Eugène Guillevic, gravures de Baltazar, Debré, Bertemes, éditions André Biren, Paris
- 1997 : PrOsEMES de Jude Stéfan, avec des encres de Julius Baltazar, éditions L'Instant perpétuel, Rouen.
- 1995-2000 : L’Imposture des rêves, avec des graphies de Jean Cortot, Paris
- 2000 : Libation pour le siècle de Philippe Delaveau, pour Les Bibliophiles de France
- 2001 : Dix regards sur l’atelier désert d’Olivier Debré, ouvrage de photographies, avec un texte de Michel Butor, éditions Ides et Calendes
- 2007 : L'Indéfini, texte de Pierre-André Benoit, Les Éditions de Rivières, Rivières-Ivry
- 2009 : Volcan, texte inédit de Michel Butor pour le bicentenaire de l'irruption du volcan Han-Yu dans le royaume de Hu-Tu-Fu, peintures, encre de Chine et crayon Arlequin de J. Baltazar
- 2010 : Rhétoriques de César de Sceva de Nostredame, commentaire « Prises de pouvoir » de Michel Butor, intégré dans les 19 gravures de J. Baltazar, Les Pharmaciens bibliophiles, Paris
- 2013 : Où le vide des mondes de François Xavier, douze pointes sèches originales de Baltazar, chacune rehaussée au crayon arlequin, 24 exemplaires, édition bilingue traduite en américain par Joshua Watsky, Éditions Wequetecock Cove, New-Haven
- 2021 : Couteaux tirés à 4 épingles[9], poèmes de Julius Baltazar, Librairie Auguste Blaizot, 45 exemplaires non brochés numérotés et signés, accompagnés d’une gravure originale en frontispice ainsi qu’un poème manuscrit, avril 2021 + 100 exemplaires non brochés numérotés et signés

### Monographies
- 1994 : Julius Baltazar, un abstrait à l'état sauvage, Texte de Philippe Delaveau, édition Michel Vokær, Bruxelles, 1994.
- 2000 : Julius Baltazar, textes de Fernando Arrabal, Michel Butor, Philippe Delaveau, Michel Déon, Kenneth White, etc., éditions Les 400 coups, Montréal
- 2011 : L'homme papier, préface de Dominique de Villepin, textes de Salah Stétié, René Laubiès, Jacques-Bernard Roumanes, Lionel Ray, photographies de Rurik Dmitrienko, collection "La parole peinte", Al Manar, Paris
- 2014 : L'Archipel Baltazar, texte de Michel Butor et Lucien Giraudo, Maison du livre d'artistes, Lucinges
- 2014 : Chutes de temps aléatoires, Centre Joë Bousquet et son Temps, Carcassonne
- 2018 : Élégies du chaos - Dialogue avec Julius Baltazar, essai de François_Xavier_(écrivain), coédition galerie L'Atelier d'Artistes/Éditions du Littéraire, coll. "La bibliothèque d'Alexandrie"
- 2019 : Julius Baltazar, un Rimbaud déguisé en cosmonaute, 13 contributeurs sous la direction de Marc-Edouard Gautier, préface de Pierre Brunel[10], éd. de la Ville d'Angers, Angers, 2019 (302 p.)

### Catalogues d'expositions personnelles (sélection)
- 2014 : Julius Baltazar, texte de Michel Butor, photographies de Rurik Dmitrienko, (6-22 février 2014) - L'Atelier d'Artistes (rue de Seine), Paris
- 2009 : Julius Baltazar - Un barbare au paradis, Médiathèque de Nancy (6 juin - 20 septembre 2009)
- 2008 : Nice sous le ciel de Julius Baltazar, Bibliothèque Louis-Nucéra, Nice (13 décembre 2007 - 26 janvier 2008)
- 2008 : Paris-Peinture, exposition collective (Adami, Alechinsky, Cortot, etc.), Institut français d'Athènes / Fondation B&M Theocharakis, 6 juin-12 octobre 2008
- 1991 : Julius Baltazar, 20 ans d'activité, Galerie Michel Broomhead, Paris/ Art Gallery, Spa, mars 1991
- 1991 : Baltazar, Amilys Art Gallery, Bruxelles, octobre 1991
- 1990 : Julius Baltazar - Petits formats, Galerie Olivier Nouvellet, Paris, juin 1990
- 1989 : Baltazar, Galerie Michel Broomhead, Paris, mars 1989
- 1987 : 12 peintures de Baltazar légendées par Kenneth White, Galerie Olivier Nouvellet, Paris, mars 1987
- 1986 : Baltazar - Livres manuscrits, imprimés, gravés et peints 1975-1986, Bibliotheca Wittockiana, Bruxelles

### Distinctions
- Chevalier de l'ordre de la Palhinte bleue, Royaume de Hu-Tu-Fu, décerné le 13 juillet 2004
- Chevalier des Arts & des Lettres, décerné le 14 juillet 2006

### Divers
- 1987 : commande, par France Télécom, de l'illustration d'une des premières télécartes.
- 1994 : commande, par l’Institut Charles-de-Gaulle d'une œuvre monumentale[11] éphémère pour la célébration du cinquantenaire de la descente des Champs-Élysées par le général de Gaulle, le 26 août 1944. Les archives de l'artiste pour la préparation de cette installation sont conservées depuis 2018 à la bibliothèque municipale d'Angers.